# Michel Bernard (journaliste)
Pour les articles homonymes, voir Bernard et Michel Bernard.
 (novembre 2017).
Si vous disposez d'ouvrages ou d'articles de référence ou si vous connaissez des sites web de qualité traitant du thème abordé ici, merci de compléter l'article en donnant les références utiles à sa vérifiabilité et en les liant à la section « Notes et références ».
Michel Bernard, né en 1958 à Bron, est un journaliste et militant écologiste français.

## Biographie
Il est le cofondateur de la Maison de l’Écologie de Lyon (1982, salarié de 1982 à 1992, président de 1992 à 1995), de la revue S!lence (1982, bénévole de 1982 à 1992, salarié de 1992 à 2017, bénévole depuis), du parti politique Les Verts (1984, trésorier du Rhône de 1984 à 1988), du salon Primevère (1986, trésorier de 1986 à 1996), des Européens contre Superphénix (1987, trésorier et porte parole de 1987 à 1997), du Réseau Sortir du nucléaire (1997, administrateur de 1997 à 1999), du CNIID, Centre national pour une information indépendante sur les déchets (1998, administrateur de 1998 à 2000)…
Il a notamment organisé et participé : à une marche de trois semaines entre Superphénix (Isère) et Paris en 1982, ; à une marche de cinq semaines entre Superphénix et Strasbourg puis Paris en 1994 ; à un jeûne de longue durée en 2004, jeûne de 28 jours à Paris avec Dominique Masset et André Larivière, pour demander un « véritable débat démocratique » sur le nucléaire et l'abandon du projet de troisième génération EPR,.
Depuis le 1er décembre 2023, il est l'une des 24 personnes présentées dans l'exposition permanente du Musée d'histoire de Lyon sur l'engagement citoyen.

## Publications

### Participation à des ouvrages collectifs
- L'Aberration, 1984, faux numéro de Libération sur les liens nucléaires civil et militaire, édité par les Européens contre Superphénix.
- Paris-Dakar, pas d'accord, 1988, avec Jean-Marie Fardeau et Bertrand Delpeuch, co-édition Silence et collectif Pa'Dak.
- Les énergies renouvelables, 1989, co-édition Silence et Comité de liaison énergies renouvelables, les Européens contre Superphénix, Bulle Bleue, Ecoropa, Robin des Bois, Contratom.
- Main basse sur le plutonium, 1990, BD parodique de Ric Hochet, co-édition Silence Les Verts et les Européens contre Superphénix.
- Les métiers de l'écologie, 1993, édition Silence.
- Jeu de l'oie antinucléaire, 1995, co-édition Silence et Les Européens contre Superphénix
- André Larivière, Les carnets d'un militant, préface, éditions Écosociété, 1997.
- Les systèmes d'échanges locaux. Pour changer, échangeons : et si la monnaie redevenait un moyen d'échange ?, 1998, avec Jean-Marc Luquet, éditions S!lence.
- Résistance à la MacDomination, 1998, avec André Larivière, éditions Silence. Tract de 4 pages diffusé à plusieurs dizaines de milliers d'exemplaires[11].
- L'écologisme à l'aube du 21e siècle, 1999, éditions Georg  (ISBN 978-2825707012)
- Objectif décroissance : vers une société viable avec Bruno Clémentin et Vincent Cheynet, Éditions Écosociété, 2003,  (ISBN 2921561913), notice WorldCat.
- Objectif décroissance, vers une société harmonieuse, avec Bruno Clémentin et Vincent Cheynet, Éditions Parangon, 2003,  (ISBN 2841901211), notice.
- Mansoor Khan, La voix de la sobriété, traduction et préface, Éditions Écosociété, 2022,  (ISBN 9782897197605)
- Habiter ensemble autrement, avec Anne-Sophie Clémençon, éditions Silence et Le passager clandestin, 2025  (ISBN 978-2-36935-653-0)

### Articles
- plus de 500 articles dans la revue Silence, 1982 à aujourd'hui[12].
- "De la Gueule ouverte à la revue Silence : le rôle des médias dans l'avancée de la pensée écologiste en France", 2013, Etopia[13]
- « Les coopératives Longo Maï », S!lence, 1995, texte intégral.
- série de reportages sur l'Inde, 2018, Reporterre avec Anne-Sophie Clémençon[14]
- Autres articles dans La Maison écologique (2009-2010), Superpholix (1982-1987), Ecologie-info (1980-1986), Rouge, Le Ravi (2015), La Vie (2011), Basta (2015), Sortir du nucléaire (1997-2007), Poing Noir (1980-1981), Masse critique (1980-1984), Nature & Progrès (2025)...